# 眉县东站
眉县东站是一个陇海线上的铁路车站，位于陕西省宝鸡市眉县常兴镇，建于1936年，目前为四等站，邮政编码为722302。本站于2021年5月启动改造提升工程，2021年9月18日恢复办理客运业务，不办理货物发送、到达。2021年11月21日，本站站名由常兴站更名为眉县东站。